# Agustín Bascou
Agustín Bascou (Mercedes, 14 de mayo de 1961) es un político uruguayo que pertenece al Partido Nacional.
Es perito agrónomo, empresario y productor agropecuario. Entre 2010 y 2015 se desempeñó como suplente del entonces intendente Guillermo Besozzi.
Se postuló a intendente de Soriano en los comicios de 2015, resultando electo para el periodo 2015-2020.
A comienzos de 2020 fue formalizado sin prisión por el delito de violación a la ley de prendas, a raíz de la venta de ganado que estaba prendado por créditos bancarios.